# Robert Kłosowicz
Robert Janusz Kłosowicz (ur. 1965) – polski badacz stosunków międzynarodowych, afrykanista, historyk, profesor nauk społecznych.

## Życiorys
Ukończył studia w Uniwersytecie Jagiellońskim. W 2001 obronił doktorat. W 2009 habilitował się. Tytuł naukowy profesora uzyskał w 2019. 
Pełni funkcje dyrektora Instytutu Nauk Politycznych i Stosunków Międzynarodowych UJ, kierownika Katedry Stosunków Międzynarodowych i Polityki Zagranicznej, wiceprzewodniczącego Polskiego Towarzystwa Afrykanistycznego oraz kierownika Jagiellońskiego Centrum Badań Afrykanistycznych. Jest członkiem: Komisji Historii Wojen i Wojskowości Polskiej Akademii Umiejętności, Rady Naukowej Polskiego Centrum Studiów Afrykanistycznych, Zarządu Oddziału Małopolskiego Polskiego Towarzystwa Studiów Międzynarodowych i Rady Szkół Doktorskich na Uniwersytecie Jagiellońskim w Krakowie.

## Autorskie publikacje monograficzne
- Nowy Orlean 1815 (2000); seria Historyczne bitwy
- Wojna amerykańsko-brytyjska 1812-1814 (2003)
- Documents and Readings in American History: From the Colonies to the End of the Nineteenth Century (2005)
- Inczhon-Seul 1950 (2005); seria Historyczne bitwy
- U.S. Marines jako narzędzie polityki zagranicznej  Stanów Zjednoczonych Ameryki (2008)
- Konteksty dysfunkcyjności państw Afryki Subsaharyjskiej (2017)
- Erytrea i jej wpływ na sytuację polityczną w Rogu Afryki (2018; wraz z Joanną Mormul)